# Christophe Lambert (Fussballspieler)
Christophe Lambert (* 23. Februar 1987) ist ein ehemaliger Schweizer Fussballspieler, der auch die französische Staatsbürgerschaft besitzt.

## Vereine
Christophe Lambert spielte in seiner Kindheit beim SC Buochs, bis er im Jahr 2000 in die Juniorenabteilung des FC Luzern wechselte.
In Luzern durchlief er von der U-14 bis zur U-21 alle Juniorenmannschaften, wo er stets an der Seite von Pirmin Schwegler im zentralen Mittelfeld spielte. In der Saison 2004/05 gelang ihm der Sprung in die erste Mannschaft des FC Luzern, der zu diesem Zeitpunkt in der zweithöchsten Liga der Schweiz, der Challenge League, spielte.
Einen Stammplatz als Aussenverteidiger konnte er sich aber erst in der Saison 2005/06 erkämpfen. In dieser Saison gelang auch der Aufstieg in die Axpo Super League mit René van Eck als Trainer.
Lambert spielte bis im Sommer 2011 beim FCL. Auf die Saison 2011/12 wechselte er zur AC Bellinzona. Nach einem Jahr bei Bellinzona resp. nach dem Konkurs der AC Bellinzona war er drei Monate lang ohne Verein, ehe er zu seinem Jugendverein, dem SC Buochs, zurückkehrte. 2020 beendete er seine Karriere.

## Nationalmannschaften
In der Schweizer Nationalmannschaft spielte er bereits für die U-16, die U-18, die U-20 (1 Länderspiel) und die U-21 (4 Länderspiele).

## Erfolge
- Cupfinalteilnahme 2005 mit dem FC Luzern
- Aufstieg in die Axpo Super League 2005/2006 mit dem FC Luzern
- Cupfinalteilnahme 2007 mit dem FC Luzern